# Ashton (Dakota Południowa)
Ashton – miasto w Stanach Zjednoczonych, w stanie Dakota Południowa, w hrabstwie Spink.